# میتسوبیشی دیامانت
میتسوبیشی دیامانت (Mitsubishi Diamante) خودرویی است که در سال‌های ۱۹۹۰ تا ۲۰۰۵در ناگویا، ژاپن و استرالیا تولید شده‌است.
این خودرو در کلاس خودرو سایز بزرگ قرار گرفته، است.